# Concerto pour piano no 27 de Mozart
Pour les articles homonymes, voir Concerto pour piano (homonymie).
Le Concerto pour piano no 27 en si bémol majeur (K. 595) est le dernier concerto pour piano de Wolfgang Amadeus Mozart.

## Historique
Esquissé en 1788, composé en 1790 et achevé le 5 janvier 1791, Mozart le joue le 4 mars 1791 chez le clarinettiste Joseph Baehr (ou Beer). Le concert marqua l'une des dernières apparitions publiques du compositeur. Selon la Wiener Zeitung du 10 août 1791, le concerto fut vendu à Artaria.

## Instrumentation
| Instrumentation du Concerto pour piano no 27                         |
| Cordes                                                               |
| premiers violons, seconds violons, altos, violoncelles, contrebasses |
| Bois                                                                 |
| 1 flûte, 2 hautbois, 2 bassons                                       |
| Cuivres                                                              |
| 2 cors en si bémol (en mi bémol dans le deuxième mouvement)          |
| Clavier                                                              |
| piano                                                                |

## Structure
Le concerto comprend 3 mouvements :
1. Allegro, en si bémol majeur, à , 369 mesures
2. Larghetto, en mi bémol majeur, à , 130 mesures
3. Allegro, en si bémol majeur, à 
, 355 mesures

Durée : environ 32 minutes